# Fellegi Viktor
Kútvölgyi Fellegi Viktor, Polencsár (Rozsnyó, 1840. február 15. – Budapest, 1904. december 14.) magyar királyi közigazgatási ítélőbíró, pénzügyminisztériumi osztálytanácsos.

## Élete
1855-ben a rozsnyói katolikus papnövendékek közé vétetett föl és az érettségi vizsga letétele után 1857-ben Kollarcsik István megyés püspök által Bécsbe a Pazmanaeumba küldetett, ahol a teológiát három évig hallgatta. 1860-ban elhagyta a papi pályát és 1861–től 1865-ig a pesti egyetemen a jogot hallgatta, az államvizsgát letette és a politikai tudományokból is szigorlatot állott ki. 1868-ban Lónyay Menyhért a pénzügyminisztériumhoz fogalmazó gyakornokká, 1870-ben segédfogalmazóvá és 1874-ben Ghiczy Kálmán miniszteri fogalmazóvá nevezte ki. Elhunyt 1904. december 14-én reggel 8 órakor, élete 65., házassága 29. évében. Örök nyugalomra helyezték 1904. december 16-án pénteken délután a németvölgyi sírkertben a római katolikus egyház szertartása szerint.